# Eyjafjarðarsveit
Eyjafjarðarsveit é um município na Islândia. Em 2019 tinha uma população estimada em 1.080 habitantes.